# Polina Bogusevitj
Polina Sergejevitj Bogusevitj (russisk: Полина Сергеевна Богусевич født 4. Juli 2003 i Moskva) er en russisk sanger som repræsenterede Rusland og vandt Junior Eurovision Song Contest 2017 med sangen "Wings" sangen opnåede 188 point.